# LGBT práva v Burkině Faso

Duhová mapa Burkiny Faso

Lesby, gayové, bisexuálové a translidé (LGBT) se v Burkině Faso mohou setkat s právními komplikacemi neznámými pro většinové spoluobčany. Burkina Faso nemá žádné zákony kriminalizující stejnopohlavní sexuální aktivitu.

## Zákony týkající se stejnopohlavní sexuální aktivity
Mužská i ženská stejnopohlavní sexuální aktivita je v Burkině Faso legální. Věk způsobilosti k pohlavnímu styku je pro všechny stanoven stejně od r. 1996.

## Stejnopohlavní soužití
Ústava Burkiny Faso stejnopohlavní manželství neuznává, ba dokonce jej definuje jako svazek muže a ženy.
La famille est la cellule de base de la société. L’Etat lui doit protection. Le mariage est fondé sur le libre consentement de l’homme et de la femme. Toute discrimination fondée sur la race, la couleur, la religion, l’ethnie, la caste, l’origine sociale, la fortune est interdite en matière de mariage. Les enfants sont égaux en droits et en devoirs dans leurs relations familiales. Les parents ont le droit naturel et le devoir d’élever et d’éduquer leurs enfants. Ceux-ci leur doivent respect et assistance.
V překladu do češtiny ústava říká:
"Rodina je základní jednotkou společnosti a podléhá ochraně ze strany státu. Manželství je založené na svobodné vůli muže a ženy. Jakákoli diskriminace založená na rase, barvě pleti, náboženském přesvědčení, etniku, kastě nebo sociálnímu původu je v něm zakázaná. Děti mají v rodinných vztazích rovná práva a povinnosti. Rodiče mají přirozené právo a povinnost řádně vychovávat a vzdělávat své děti podle svého přesvědčení. Děti jsou povinny jim prokazovat patřičný respekt a úctu.

## Adopce dětí
Podle Ministerstva zahraničí Spojených států amerických smějí adoptovat dítě pouze manželské páry různého pohlaví žijící ve společné domácnosti. Jejich manželství musí zároveň trvat minimálně pět let. Individuální adopce dětí je v Burkině Faso téměř ojedinělá.

## Životní podmínky
Zpráva Ministerstva zahraničí Spojených států amerických, oddělení lidských práv, z r. 2011 shledala, že:

Legislativa nikoho nediskriminuje na základě sexuální orientace v zaměstnání a povolání, bydlení, kontaktu s úřady nebo přístupu ke vzdělání a zdravotní péči. Problémem však zůstává sociální diskriminace jiných sexuálních orientací a genderových identit. Náboženství a tradice homosexualitu neakceptují, což se znatelně odráží na životní úrovni leseb, gayů, bisexuálů a translidí (LGBT). Ti jsou často terčem verbálních i fyzických útoků, proti kterým dosud nezaujala vláda žádná patřičná opatření. LGBT organizace nemají v zemi žádný právní status, a tudíž fungují pouze neoficiálně. Nicméně nebylo zatím zaznamenáno násilí proti nim, a to jak ze strany vlády, tak ani společnosti.

## Souhrnný přehled
| Legální stejnopohlavní styk                                                             | (Nikdy nebyl trestán)      |
| Stejný věk legální způsobilosti k pohlavnímu styku pro obě orientace                    | (1996)                     |
| Anti-diskriminační zákony v zaměstnání                                                  | No                         |
| Anti-diskriminační zákony v přístupu ke zboží a službám                                 | No                         |
| Anti-diskriminační zákony v ostatních oblastech (homofobní urážky, zločiny z nenávisti) | No                         |
| Stejnopohlavní manželství                                                               | (Ústavní zákaz od r. 1991) |
| Jiná forma stejnopohlavního soužití                                                     | No                         |
| Adopce dítěte partnera                                                                  | No                         |
| Společná adopce dětí stejnopohlavními páry                                              | No                         |
| Gayové a lesby smějí otevřeně sloužit v armádě                                          |                            |
| Možnost změny pohlaví                                                                   |                            |
| Přístup k umělému oplodnění pro lesbické ženy                                           | No                         |
| Náhradní mateřství pro gay páry                                                         | No                         |
| MSM smějí darovat krev                                                                  | No                         |